# Aleksandr Dediuixko
Aleksandr Víktorovitx Dediuixko, rus: Александр Викторович Дедюшко, belarús: Алякса́ндар Ві́ктаравіч Дзядзю́шка, Aliaksàndar Víktaravitx Dziadziuixka, (Vaukavisk, actual Belarús, 20 de maig de 1962 – districte de Petuixinski, 3 de novembre de 2007) fou un actor rus.

## Mort
Va morir en un accident de cotxe a l'edat de 45 anys, juntament amb la seva dona i fill a la tarda el 3 de novembre de 2007.